# Contea di Shannon (Missouri)
La contea di Shannon in inglese Shannon County è una contea dello Stato del Missouri, negli Stati Uniti. La popolazione al censimento del 2000 era di 8 324 abitanti. Il capoluogo di contea è Eminence